# 林媛
林媛，女，教授，主要从事信息功能薄膜器件等方面的研究工作，其发明成果已取得多项发明专利。入选中华人民共和国教育部2007年度"长江学者"特聘教授，曾就读于中国科技大学。